# Psychopathics From Outer Space Part 3
Psychopathics From Outer Space Part 3 – kompilacyjny album wydany nakładem Psychopathic Records w 2007 roku.
Płyta jest zbiorem nowych nagrań artystów należących w 2007 do Psychopathic Records  i Hatchet House: Insane Clown Posse, Twiztid, Blaze Ya Dead Homie, Boondox, DJ Clay, The R.O.C. oraz Motown Rage.

## Lista utworów
| #  | Tytuł                 | Czas | Wykonawca                                                       |
| -- | --------------------- | ---- | --------------------------------------------------------------- |
| 1  | "Blast Off"           | 1:19 |                                                                 |
| 2  | "Further Away"        | 3:12 | Dark Lotus                                                      |
| 3  | "Truth Dare"          | 3:30 | ICP (gość. Bryan Abrams)                                        |
| 4  | "Shake"               | 3:35 | Zodiac Mprint                                                   |
| 5  | "My Addiction"        | 3:33 | Twiztid                                                         |
| 6  | "My Van"              | 4:37 | Boondox                                                         |
| 7  | "Put It Down"         | 4:07 | Blaze Ya Dead Homie, Violent J, Jamie Madrox                    |
| 8  | "Just A Song I Wrote" | 3:59 | DJ Clay                                                         |
| 9  | "Last Day Alive"      | 3:58 | Boondox, Shaggy 2 Dope, Monoxide                                |
| 10 | "Zombie"              | 3:45 | Twiztid                                                         |
| 11 | "Girls, They Love Me" | 4:37 | Blaze Ya Dead Homie                                             |
| 12 | "If I Was God"        | 5:00 | ICP                                                             |
| 13 | "Torn Possession"     | 3:40 | Boondox                                                         |
| 14 | "Reason"              | 4:28 | Motown Rage                                                     |
| 15 | "Hatchet Man"         | 8:24 | ICP, Twiztid, Blaze Ya Dead Homie, Boondox, The R.O.C., DJ Clay |
| 16 | "The Landing"         | 1:51 |                                                                 |